# Harry Todd
Harry Todd (13 de diciembre de 1863 – 15 de febrero de 1935) fue un actor cinematográfico de nacionalidad estadounidense, activo en la época del cine mudo. 

## Biografía
Nacido en Allegheny, Pensilvania, su verdadero nombre era John Nelson Todd. Actuó en unas 400 producciones cinematográficas entre 1909 y 1935. En los años 1910 trabajó para Essanay Studios siendo uno de los protagonistas de una larga serie de westerns cómicos dirigidos por Broncho Billy Anderson. En ellos encarnaba a Mustang Pete actuando junto a Augustus Carney y Margaret Joslin, con la cual acabó casándose. Junto a su mujer, que pasó a llamarse Mrs. Harry Todd, empezó a actuar para Hal Roach, formando parte del grupo de intérpretes que formaban el reparto de la serie Lonesome Luke, que tenía como estrella al joven Harold Lloyd.
Hacia el final de su carrera, Todd hizo pequeños papeles de reparto. Su última actuación llegó con Vagabond Lady, una comedia romántica producida por Hal Roach. El film se estrenó en mayo de 1935, tres meses tras la muerte del actor, ocurrida en Glendale, California, el 15 de febrero de ese año a causa de un Infarto agudo de miocardio. Tenía 71 años de edad.

## Selección de su filmografía
- Tag Day, de Broncho Billy Anderson (1909)
- Mephisto and the Maiden, de Francis Boggs (1909)
- Ben's Kid, de Francis Boggs (1909)
- The Bearded Bandit
- A Cowboy's Mother-in-Law, de Broncho Billy Anderson (1910)
- The Silent Message, de Broncho Billy Anderson (1910)
- A Westerner's Way, de Broncho Billy Anderson (1910)
- Hank and Lank: Lifesavers, de Broncho Billy Anderson (1910)
- The Little Prospector, de Broncho Billy Anderson (1910)
- Hank and Lank: As Sandwich Men, de Broncho Billy Anderson (1910)
- A Westerner's Way, de Broncho Billy Anderson (1910)
- Circle C Ranch's Wedding Present, de Broncho Billy Anderson (1910)
- A Cowboy's Vindication, de Broncho Billy Anderson (1910)
- The Tenderfoot Messenger, de Broncho Billy Anderson (1910)
- The Bad Man's Christmas Gift, de Broncho Billy Anderson (1910)
- The Count and the Cowboys, de Broncho Billy Anderson (1911)
- The Two Reformations, de Broncho Billy Anderson (1911)
- The Bad Man's Downfall, de Broncho Billy Anderson (1911)
- The Outlaw and the Child, de Broncho Billy Anderson (1911)
- On the Desert's Edge, de Broncho Billy Anderson (1911)
- The Faithful Indian, de Broncho Billy Anderson (1911)
- Across the Plains, de Broncho Billy Anderson y Thomas H. Ince (1911)
- The Sheriff's Chum, de Broncho Billy Anderson (1911)
- The Bad Man's First Prayer, de Broncho Billy Anderson (1911)
- The Indian Maiden's Lesson, de Broncho Billy Anderson (1911)
- The Bunco Game at Lizardhead, de Broncho Billy Anderson (1911)
- The Puncher's New Love, de Broncho Billy Anderson (1911)
- Alkali Ike's Auto, de Broncho Billy Anderson (1911)
- The Lucky Card, de Broncho Billy Anderson (1911)
- The Infant at Snakeville, de Broncho Billy Anderson (1911)
- Forgiven in Death, de Broncho Billy Anderson (1911)
- The Hidden Mine, de Broncho Billy Anderson (1911)
- The Corporation and the Ranch Girl, de Broncho Billy Anderson (1911)
- Mustang Pete's Love Affair, de E. Mason Hopper (1911)
- A Pal's Oath, de Broncho Billy Anderson
- A Western Girl's Sacrifice, de Broncho Billy Anderson (1911)
- Town Hall, Tonight, de Broncho Billy Anderson (1911)
- A Western Redemption, de Broncho Billy Anderson (1911)
- Outwitting Papa, de Broncho Billy Anderson (1911)
- Hubby's Scheme, de Broncho Billy Anderson (1911)
- Broncho Billy's Christmas Dinner, de Broncho Billy Anderson (1911)
- Broncho Billy's Adventure, de Broncho Billy Anderson (1911)
- A Child of the West, de Broncho Billy Anderson (1912)
- The Tenderfoot Foreman, de Broncho Billy Anderson (1912)
- The Loafer, de Arthur Mackley (1912)
- Widow Jenkins' Admirers, de Broncho Billy Anderson (1912)
- The Oath of His Office, de Broncho Billy Anderson (1912)
- Broncho Billy and the Schoolmistress, de Broncho Billy Anderson (1912)
- Alkali Ike's Love Affair, de Broncho Billy Anderson (1912)
- The Prospector's Legacy, de Broncho Billy Anderson (1912)
- A Western Kimona, de Broncho Billy Anderson y E. Mason Hopper (1912)
- The Bandit's Child, de Broncho Billy Anderson (1912)
- Alkali Ike Bests Broncho Billy, de Broncho Billy Anderson (1912)
- Alkali Ike's Boarding House, de Broncho Billy Anderson (1912)
- Broncho Billy and the Bandits, de Broncho Billy Anderson (1912)
- Alkali Ike's Bride, de Broncho Billy Anderson (1912)
- The Sheriff and His Man, de Broncho Billy Anderson (1912)
- A Western Legacy, de Broncho Billy Anderson (1912)
- Broncho Billy's Bible, de Broncho Billy Anderson (1912)
- On El Monte Ranch, de Broncho Billy Anderson (1912)
- Western Hearts, de Broncho Billy Anderson (1912)
- Broncho Billy's Narrow Escape, de Broncho Billy Anderson (1912)
- A Story of Montana, de Broncho Billy Anderson (1912)
- The Smuggler's Daughter, de Broncho Billy Anderson (1912)
- The Loafer's Mother, de Arthur Mackley (1912)
- The Little Sheriff, de Broncho Billy Anderson (1912)
- Broncho Billy's Last Hold-Up, de Broncho Billy Anderson (1912)
- On the Moonlight Trail, de Arthur Mackley (1912)
- Alkali Ike Plays the Devil, de Broncho Billy Anderson (1912)
- A Woman of Arizona, de Arthur Mackley (1912)
- Alkali Ike's Pants, de Broncho Billy Anderson (1912)
- An Indian Sunbeam, de Broncho Billy Anderson (1912)
- Alkali Ike Stung!, de Broncho Billy Anderson (1912)
- The Shotgun Ranchman, de Arthur Mackley (1912)
- The Outlaw's Sacrifice, de Arthur Mackley (1912)
- The Tomboy on Bar Z, de Broncho Billy Anderson (1912)
- The Ranch Girl's Trial, de Broncho Billy Anderson (1912)
- The Ranchman's Anniversary, de Arthur Mackley (1912)
- An Indian's Friendship, de Broncho Billy Anderson (1912)
- The Dance at Silver Gulch, de Arthur Mackley (1912)
- The Boss of the Katy Mine, de Arthur Mackley (1912)
- Broncho Billy's Mexican Wife, de Broncho Billy Anderson (1912)
- Alkali Ike's Motorcycle, de Broncho Billy Anderson (1912)
- Broncho Billy's Promise, de Broncho Billy Anderson (1912)
- The Making of Broncho Billy, de Broncho Billy Anderson (1913)
- Broncho Billy's Last Deed, de Broncho Billy Anderson (1913)
- It Can't Be True!, de Craig Hutchinson (1916)
- The Jack Knife Man, de King Vidor (1920)
- Three Jumps Ahead, de John Ford (1923)
- Vagabond Lady, de Sam Taylor (1935)